# Bladestorm: The Hundred Years' War
Bladestorm: The Hundred Years' War (BLADE STORM 百年戦争,, Bureido Sutomu Hyaku Nen Sen Sou) é um jogo de fantasia histórica para o PlayStation 3 e Xbox 360. Foi publicado pela Koei e desenvolvido pela Omega Force. O jogo é baseado na Guerra dos Cem Anos entre os reinos da Reino da Inglaterra e o Reino da França nos século XIV e XV.
Assim como o Kessen e as séries Musou da Koei, certas liberdades são tomadas a partir da história original. Por exemplo, ao contrário do que aconteceu na vida real, é possível para salvar Joana d'Arc de ser queimada na fogueira.

## Jogabilidade
Os jogadores assumem o papel de um comandante embusteiro com um grupo de mercenários que podem se aliar com o lado francês ou inglês, dependendo da situação. As unidades incluem infantaria, cavalaria, arqueiros, elefantes, canhoneiros ou bocas-de-fogo e unidades de cerco de castelo. A reputação do comandante irá afetar coisas como a qualidade das tropas disponíveis e a dificuldade das missões. Tropas individuais também fortalecerão à medida que ganham experiência de combate.
A jogabilidade é bastante similar ao Kessen III e Samurai Warriors 3, também publicado pela Koei.

## Personagens

### Reino da Inglaterra
- Edward, the Black Prince
- Hal (Henry), o futuro Rei (Henry IV of England)
- Sir John Chandos
- Richard Beauchamp (Richard de Beauchamp, 13th Earl of Warwick)
- Sir John Talbot, 1st Earl of Shrewsbury
- Sir John Fastolf
- Sir Henry "Hotspur" Percy
- Iamarl (personagem original)
- Branwyn (personagem original)
- Philippa (personagem original, embora ela possa ter sido nomeada a partir da rainha de Edward III – Philippa of Hainault)
- King of England (Edward III)

### Reino da França
- Joan of Arc
- La Hire (Étienne de Vignolles)
- Gilles de Rais
- Phillippe Le Bon (Philip III, Duke of Burgundy)
- Marie (personagem original)
- Arthur De Richemont (Arthur III, Duke of Brittany)
- You Ji (personagem original)
- Bertrand du Guesclin
- Jean (personagem original)
- Christine de Pizan
- King of France (Philip VI of France)

## Recepção
O jogo foi recebido com uma recepção mista da crítica, com 60% no agregador GameRankings.
Brett Todd do Gamespot marcou o jogo com 5/10. Ele disse que as "ideias frescas do jogo não pode salvá-lo de mediocridade." Algumas de suas queixas eram de que a "Campanha apenas recicla o mesmo estilo de batalhas repetidamente, não houve profundidade estratégica ou satisfação arcade", "o jogo sofreu com uma inteligência artificial ineficaz" e "visuais e som datados." No lado positivo, ele disse que o jogo apresentava "controles fáceis para usar o comando das tropas", e ele pensou que o jogo teve uma "grande ideia de misturar ação com combate de esquadrão."
No entanto, Dave McCarthy do Eurogamer parecia gostar do jogo. Ele deu-lhe uma pontuação de 8/10. McCarthy disse: "É ... um jogo muito, muito bom:. Outra evolução brilhante de interpretação única da Koei do gênero de estratégia em tempo real, e tão gratificante como os títulos anteriores. O que lhe falta em termos de velocidade e imediatismo de, dizer, Dynasty Warriors: Gundam, ele compensa com alcance estratégico, criatividade, design e conceito de novidade..."